# Epistemologia naturalizada
A epistemologia naturalizada (termo cunhado por W. V. O. Quine) é uma coleção de visões filosóficas preocupadas com a teoria do conhecimento que enfatizam o papel dos métodos científicos naturais. Essa ênfase compartilhada nos métodos científicos de estudo do conhecimento muda o foco para os processos empíricos de aquisição de conhecimento e se afasta de muitas questões filosóficas tradicionais. Existem distinções dignas de nota dentro da epistemologia naturalizada. O naturalismo de substituição sustenta que a epistemologia tradicional deveria ser abandonada e substituída pelas metodologias das ciências naturais. A tese geral do naturalismo cooperativo é que a epistemologia tradicional pode se beneficiar em sua investigação usando o conhecimento que adquirimos das ciências cognitivas. O naturalismo substantivo se concentra em uma igualdade afirmada de fatos de conhecimento e fatos naturais.
As objeções à epistemologia naturalizada visam características do projeto geral, bem como características de versões específicas. Alguns opositores sugerem que o conhecimento científico natural não pode ser fundamentado circularmente pelo conhecimento obtido por meio da ciência cognitiva, que é em si uma ciência natural. Essa objeção da circularidade tem como objetivo específico o estrito naturalismo de substituição. Existem desafios semelhantes ao naturalismo de substância que sustentam que a tese dos naturalistas de substância de que todos os fatos do conhecimento são fatos naturais não é apenas circular, mas falha em acomodar certos fatos. Vários outros opositores encontraram falha na incapacidade dos métodos naturalizados de abordar adequadamente questões sobre quais formas de valor de conhecimento potencial têm ou não.

## Formas de naturalismo

### Naturalismo de substituição
A versão de Quine da epistemologia naturalizada considera razões para sérias dúvidas sobre a fecundidade do estudo filosófico tradicional do conhecimento científico. Essas preocupações são levantadas à luz da incapacidade há muito atestada dos filósofos de encontrar uma resposta satisfatória para os problemas do ceticismo radical e, mais particularmente, para a crítica de David Hume à indução. Mas também por causa das tentativas e fracassos contemporâneos de reduzir a matemática à lógica pura por parte daqueles que simpatizam filosoficamente com o Círculo de Viena. Ele conclui que os estudos do conhecimento científico preocupados com o significado ou a verdade falham em atingir o objetivo cartesiano da certeza. As falhas na redução da matemática à lógica pura implicam que o conhecimento científico pode, na melhor das hipóteses, ser definido com a ajuda de noções menos certas da teoria dos conjuntos. Mesmo que a falta de certeza da lógica pura da teoria dos conjuntos seja considerada aceitável, a utilidade de construir uma codificação do conhecimento científico como lógica e teoria dos conjuntos é prejudicada pela incapacidade de construir uma tradução útil da lógica e da teoria dos conjuntos de volta ao conhecimento científico. Se nenhuma tradução entre o conhecimento científico e as estruturas lógicas pode ser construída que funcione nos dois sentidos, então as propriedades das construções puramente lógicas e teóricas de conjuntos não informam de maneira útil a compreensão do conhecimento científico.
Segundo Quine, as tentativas de seguir o projeto tradicional de encontrar os significados e as verdades da ciência filosoficamente falharam em seus próprios termos e falharam em oferecer qualquer vantagem sobre os métodos mais diretos da psicologia. Quine rejeita a distinção analítico-sintético e enfatiza a natureza holística de nossas crenças. Uma vez que a análise filosófica tradicional do conhecimento falha, aqueles que desejam estudar o conhecimento devem empregar métodos científicos naturais. O estudo científico do conhecimento difere do estudo filosófico, concentrando-se em como os humanos adquirem conhecimento, em vez da análise especulativa do conhecimento. [1] De acordo com Quine, esse apelo à ciência para fundamentar o projeto de estudar o conhecimento, que está por trás da ciência, não deve ser descartado por sua circularidade uma vez que é a melhor opção disponível depois de descartar os métodos filosóficos tradicionais por suas falhas mais graves. Essa identificação e tolerância da circularidade se refletem em outras partes das obras de Quine.

### Naturalismo cooperativo
O naturalismo cooperativo é uma versão da epistemologia naturalizada que afirma que, embora existam questões avaliativas a serem perseguidas, os resultados empíricos da psicologia sobre como os indivíduos realmente pensam e raciocinam são essenciais e úteis para progredir nessas questões avaliativas. Essa forma de naturalismo diz que nossas limitações e habilidades psicológicas e biológicas são relevantes para o estudo do conhecimento humano. O trabalho empírico é relevante para a epistemologia, mas apenas se a epistemologia for tão ampla quanto o estudo do conhecimento humano.

### Naturalismo substantivo
O naturalismo substantivo é uma forma de epistemologia naturalizada que enfatiza como todos os fatos epistêmicos são fatos naturais. Os fatos naturais podem ser baseados em duas ideias principais. A primeira é que todos os fatos naturais incluem todos os fatos que a ciência verificaria. A segunda é fornecer uma lista de exemplos que consiste em itens naturais. Isso ajudará a deduzir o que mais pode ser incluído.